# Witold Dąbrowski (ekonomista)
Witold Wojciech Dąbrowski (ur. 5 czerwca 1932 w Warszawie, zm. 12 stycznia 2025) – polski ekonomista, działacz partyjny i państwowy, w latach 1973–1975 wicewojewoda warszawski, w latach 1975–1977 wojewoda siedlecki, w 1981 kierownik resortu budownictwa i przemysłu materiałów budowlanych.

## Życiorys
Syn Zygmunta i Reginy. Od 1948 do 1955 należał do Związku Młodzieży Polskiej. W 1952 ukończył technikum mechaniczne, rok później studium pedagogiczno-administracyjne. Od 1953 do 1960 kierował Zasadniczą Szkołą Zawodową w Ciechanowie. W 1966 zdobył tytuł magistra ekonomii politycznej na Wyższej Szkole Nauk Społecznych przy KC PZPR.
W 1952 wstąpił do Polskiej Zjednoczonej Partii Robotniczej, awansował w niej jako kolejno członek powiatowej egzekutywy i członek Wojewódzkiego Komitetu Wykonawczego PZPR w Siedlcach. Był delegatem na VI i VII Zjazd PZPR. Od października 1973 zastępca przewodniczącego Wojewódzkiej Rady Narodowej w Warszawie, następnie od 14 grudnia 1973 do 30 maja 1975 wicewojewoda warszawski (w tym od 21 lutego 1974 pierwszy wicewojewoda). Od 1 czerwca 1975 do lutego 1977 pełnił funkcję pierwszego wojewody siedleckiego. Do marca 1977 kierował też siedleckim oddziałem Ligi Obrony Kraju. Związany następnie z resortem budownictwa i przemysłu materiałów budowlanych, a w okresie od 25 września do 31 października 1981 był kierownikiem tego resortu w rządzie Wojciecha Jaruzelskiego.